# Плещеев, Александр Александрович
Алекса́ндр Алекса́ндрович Плеще́ев (23 мая (4 июня) 1803— 23 ноября (5 декабря) 1848) — декабрист из рода Плещеевых. Брат Алексея Плещеева.

## Биография
Сын литератора Александра Алексеевича Плещеева и Анны Ивановны, дочери генерал-фельдмаршала графа И. Г. Чернышёва. Двоюродный брат декабристов З. Чернышёва и Ф. Вадковского.
Родился в 1803 году; 23 мая или 23 октября. Воспитывался в Петербургском университетском пансионе; 2 марта 1822 года поступил юнкером на службу в конный лейб-гвардии полк, 4 ноября 1822 года произведён в эстандарт-юнкеры, 23 апреля 1823 года — в корнеты.
Следствием установлено, что членом тайных обществ декабристов не был, но знал о существовании Северного общества; 25 января 1826 года был арестован и содержался на главной гауптвахте, в тот же день переведен в Петропавловскую крепость («посадить по усмотрению и содержать хорошо») в камеру № 12 Невской куртины. В то же время его брат Алексей также находился под арестом и был заключённым камеры № 11.
По Высочайшему повелению был освобождён 2 июня 1826 года и вскоре, 7 ноября 1827 года, уволен в отставку в чине поручика. Служил чиновником особых поручений при начальнике Петербургского таможенного округа (1828). 
Был женат (с 24 апреля 1827 года) на Анне Павловне Титовой, дочери драматурга П. Н. Титова, и, по свидетельству современницы, «всегда жил в Петербурге, оставил много детей; его вдова поселилась близ Невского монастыря и очень богомольна». 
Умер 23 ноября (5 декабря) 1848 года. Похоронен в Сергиевой Приморской пустыне.